# Scott Sellars
Scott Sellars (Sheffield, 27 novembre 1965) è un allenatore di calcio ed ex calciatore inglese, di ruolo centrocampista.

## Biografia
Suo figlio Conor è stato a sua volta un calciatore professionista.

## Carriera

### Giocatore

#### Club
Sellars esordisce tra i professionisti nel 1983, all'età di 18 anni con il Leeds Utd, con cui nell'arco di un triennio mette a segno complessivamente 12 reti in 76 partite di campionato; nel 1986 si trasferisce al Blackburn, con cui gioca sempre in questa categoria per sei stagioni consecutive, nelle quali i Rovers subiscono tre eliminazioni ai play-off per poi venire promossi in prima divisione al termine della stagione 1991-1992, la ultima del centrocampista di Sheffield (che nella stagione 1986-1987 aveva vinto anche una Full Members Cup) nel club: nell'estate del 1992, infatti, dopo  35 reti in 202 partite di campionato fa ritorno al Leeds United, campione d'Inghilterra in carica. Qui, oltre a vincere il Charity Shield, gioca le sue prime 7 partite in carriera in prima divisione (esordendovi all'età di 27 anni) ed una partita in Champions League; nel gennaio del 1993 viene poi ceduto al Newcastle Utd, dove vince il campionato di seconda divisione. Gioca poi complessive 47 partite (con 4 gol segnati) in prima divisione al Newcastle (con cui segna anche un gol in 4 presenze nella Coppa UEFA 1994-1995), per poi nell'ottobre del 1995 passare al Bolton, con cui conclude la stagione 1995-1996 segnando 3 gol in 22 presenze in prima divisione e retrocedendo in seconda divisione; nel biennio seguente, sempre con la maglia dei Trotters, conquista prima una promozione in prima divisione (42 presenze e 8 reti) e poi trascorre una stagione (22 presenze e 2 reti) in tale categoria con una nuova retrocessione; infine, nella stagione 1998-1999 segna altri 2 gol in 25 presenze in seconda divisione. Negli anni seguenti gioca poi sempre in seconda divisione anche con l'Huddersfield Town e, dopo un intermezzo nella prima divisione danese all'Aarhus, con il Mansfield Town in terza divisione, per poi ritirarsi nel 2003, all'età di 38 anni.

#### Nazionale
Nel 1988 ha giocato 3 partite con la nazionale inglese Under-21.

### Allenatore
Subito dopo il ritiro ha iniziato ad allenare nelle giovanili dello Sheffield Utd. Nella stagione 2008-2009 è stato vice allenatore del Chesterfield, in quarta divisione; successivamente ha allenato per cinque anni nelle giovanili del Manchester City, mentre dal 2014 al 2018 ha allenato la formazione Under-23 del Wolverhampton, club di cui dal 2018 è responsabile del settore giovanile.

## Palmarès

### Giocatore

#### Competizioni nazionali
- FA Charity Shield: 1

Leeds United: 1992
- Full Members Cup: 1

Blackburn: 1986-1987
- Campionato inglese di seconda divisione: 1

Newcastle: 1992-1993